# Det gamle Købmandshjem (film fra 1911)
 For alternative betydninger, se Det gamle Købmandshjem. (Se også artikler, som begynder med Det gamle Købmandshjem)
Det gamle Købmandshjem er en dansk stum dramafilm fra 1911. Filmens instruktør er ukendt. Filmen er kun delvist bevaret.
Filmen er produceret af det århusianske produktions- og distributionsselskab Fotorama og fik biografpremiere i Aarhus den 16. december 1911 i Biograf-Teatret.

## Handling
Det bevarede fragment består af tre scener fra Det gamle Købmandshjem. Første scene viser mødet mellem en distingveret mand (spillet af Philip Beck), en ung smuk kvinde og en anden mand. I næste scene kører et tog ind på en perron. En dreng står i forgrunden og kigger på kameraet. I sidste scene sidder en kvinde i en stue og syr. En mand kommer ind og overfalder hende, men bliver forvist af en anden, som kommer hende til undsætning. Dernæst kommer to andre personer ind i stuen.
Fragmentet består af brudstykker fra den oprindelige film. Det er på nuværende tidspunkt ikke muligt at tyde, hvordan handlingsforløbet skal stykkes sammen. Filmen har ingen mellemtekster.

## Medvirkende
- Philip Bech